# Caballo alazán

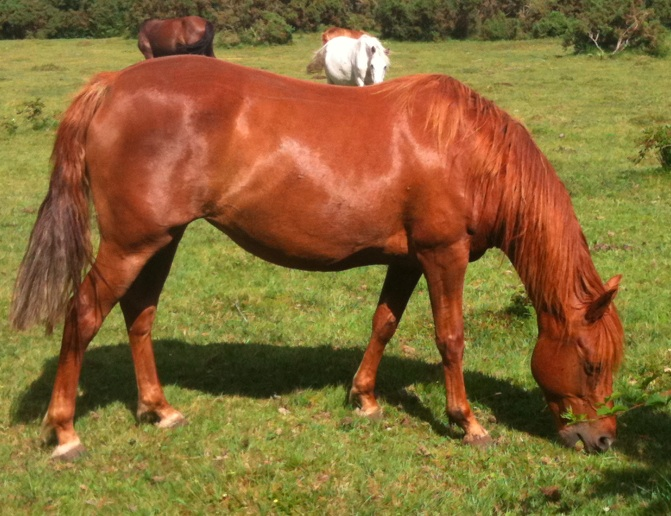
Caballo alazán pastando. Nótese la diferencia de tonalidad con el caballo zaino del fondo.

Un caballo es de capa alazana cuando es de color rojizo, aunque puede tener las crines y la cola pelirrojas o rubias hasta tonos prácticamente blancos, pero nunca negras. La capa está compuesta únicamente por pelos rojizos de distintos tonos, que pueden ir desde el color canela hasta el pardo rojizo. La capa alazana es uno de los tres colores básicos de los caballos y está presente en todas las razas equinas.
Genéticamente las diversas tonalidades y distribución del rojo se producen por múltiples factores, pero el color básico de la capa es debido a la acción del alelo que genera el pigmento rojo (feomelanina). Este es un alelo recesivo, «e», por lo que para que un individuo presente la capa alazana debe ser homocigótico respecto a este carácter, es decir tener ambos alelos iguales «ee». Así se produce el color básico, la distribución e intensidad del color, así como otras marcas, se producen por la acción de genes y alelos adicionales que actúan sobre la producción del color básico.